# Mantidactylus bellyi
Espèce
Statut de conservation UICN

 LC  : Préoccupation mineure
Mantidactylus bellyi est une espèce d'amphibiens de la famille des Mantellidae.

## Répartition
Cette espèce est endémique de Madagascar. Elle se rencontre de 100 à 1 100 m d'altitude dans la pointe Nord de l'île,.

## Description
Mantidactylus ambreensis mesure de 32 à 41 mm pour les mâles et de 37 à 46 mm pour les femelles. Cette espèce ressemble fortement à Mantidactylus ulcerosus. 

## Taxinomie
Cette espèce a été retirée de sa synonymie avec Mantidactylus curtus par Vences et Glaw en 2006.

## Étymologie
Cette espèce est nommée en l'honneur de Belly (Mocquard n'a pas précisé les prénoms) qui a collecté le premier spécimen avec Charles Alluaud.

## Publication originale
- Mocquard, 1895 : Sur une collection de reptiles recueillis à Madagascar par MM. Alluaud et Belly. Bulletin de la Société Philomathique de Paris, sér. 8, vol. 7, p. 112-136 (texte intégral).